# Cobb (film)
Pour les articles homonymes, voir Cobb.
Pour plus de détails, voir Fiche technique et Distribution.
Cobb est un film américain réalisé par Ron Shelton, sorti en 1994. 

## Synopsis
Un journaliste engagé pour écrire la biographie officielle du joueur de baseball professionnel Ty Cobb découvre la face cachée de la légende. Cobb est en fait un homme colérique, violent, raciste, misogyne et terriblement autoritaire avec les gens qui l’entourent.

## Fiche technique
- Réalisation : Ron Shelton
- Scénario : Al Stump (en) et Ron Shelton
- Directeur de la photographie : Russell Boyd
- Costumes : Ruth E. Carter
- Pays d'origine : États-Unis
- Genre : Biographie, drame
- Durée du film : 128 min
- Date de sortie : 2 décembre 1994 aux États-Unis, 7 juin 1995 en France

## Distribution
- Tommy Lee Jones (VQ : Guy Nadon) : Ty Cobb
- Robert Wuhl (VQ : Pierre Auger) : Al Stump
- Lolita Davidovich (VQ : Anne Bédard) : Ramona
- Ned Bellamy (VQ : Yvon Thiboutot) : Ray
- Scott Burkholder : Jimmy
- Allan Malamud : Mud
- Bill Caplan : Bill
- Jeff Fellenzer : journaliste sportif
- Doug Krikorian : journaliste sportif
- Gavin Smith : barman
- Lou Myers (VQ : Jean-Marie Moncelet) : Willie
- William Utay (en) : Jameson
- J. Kenneth Campbell : William Herschel Cobb
- Rhoda Griffis : Amanda Chitwood Cobb
- Tyler Logan Cobb : jeune Ty Cobb